# Ericaella samiria
Ericaella samiria är en spindelart som beskrevs av Alexandre B. Bonaldo 1994. Ericaella samiria ingår i släktet Ericaella och familjen sporrspindlar. Inga underarter finns listade i Catalogue of Life.